# Blainville-Boisbriand Armada
Blainville-Boisbriand Armada (francouzsky Armada de Blainville-Boisbriand) je kanadský juniorský klub ledního hokeje, který sídlí v Boisbriandu v provincii Québec. Od roku 2011 působí v juniorské soutěži Quebec Major Junior Hockey League. Založen byl v roce 2011 po přestěhování týmu Montreal Junior Hockey Club do Boisbriandu. Své domácí zápasy odehrává v hale Centre d'Excellence Sports Rousseau s kapacitou 3 100 diváků. Klubové barvy jsou černá a bílá.

## Přehled ligové účasti
Zdroj: 
- 2011– : Quebec Major Junior Hockey League (Západní divize)